# Andrée Borrel
Andrée Raymonde Borrel (París, 18 de noviembre de 1919 - 6 de julio de 1944), cuyo nombre en clave era Denise, fue una mujer francesa que sirvió en la Resistencia francesa y como agente de la agencia clandestina británica Special Operations Executive (SOE) en la Segunda Guerra Mundial. El objetivo del SOE era llevar a cabo actividades de espionaje, sabotaje y reconocimiento en la Europa ocupada contra las potencias del Eje, especialmente la Alemania nazi. Los agentes del SOE se aliaron con grupos de la resistencia y les suministraron armas y equipos lanzados en paracaídas desde Inglaterra.
En septiembre de 1942, Borrel fue la primera mujer agente del SOE que llegó a Francia en paracaídas, lo que también la convirtió en la primera mujer agente secreto conocida que se lanzó en paracaídas en territorio enemigo. Destinada en París, pasó a formar parte de la red Prosper del SOE en la Francia ocupada, donde trabajó como mensajera. Prosper era la red más grande e importante del SOE en Francia y Borrel era una figura importante en su dirección. Fue detenida por la Gestapo en junio de 1943 y ejecutada en julio de 1944 en el campo de concentración de Natzweiler-Struthof.

## Primeros años
Andrée Borrel nació en Bécon-les-Bruyères, un suburbio del noroeste de París (Francia), en el seno de una familia de clase trabajadora. Se le daban bien los deportes, mientras que su hermana mayor (Léone) describía a Borrel como un tom-boy que tenía la fuerza, la resistencia y los intereses de un chico y cuyos pasatiempos favoritos eran montar en bicicleta por el campo, el senderismo y la escalada.
Su padre (Louis) murió cuando ella tenía 11 años y, para ayudar a su familia, Borrel dejó la escuela a los 14 para trabajar como diseñadora de ropa. A los 16, su familia se trasladó a París, donde Borrel trabajó dos años como dependienta en la panadería Boulangerie Pajo. Después trabajó como dependienta en el Bazar d'Amsterdam, lo que le permitió tener los domingos libres para disfrutar de su pasión por el ciclismo. En octubre de 1939, la madre de Borrel (Eugenie) recibió el consejo de trasladarse a un clima más cálido por motivos de salud, así que se llevó a Andrée y a su hermana a Toulon, en la costa mediterránea, donde tenían amigos de la familia.
Poco antes de que estallara la Segunda Guerra Mundial, las simpatías socialistas de Borrel la llevaron a viajar a España para ayudar al gobierno republicano en su lucha contra los fascistas españoles apoyados por los nazis. Sin embargo, se dio cuenta de que la guerra estaba prácticamente perdida y regresó a Francia.

## Trabajo de guerra en Europa (1939-1942)

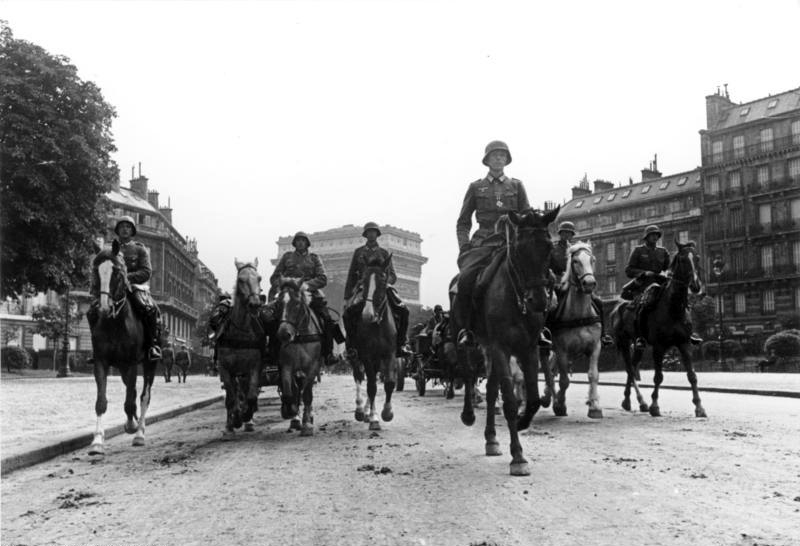
Tropas alemanas en París (1940).

Al estallar la Segunda Guerra Mundial, Borrel se presentó voluntaria en la Cruz Roja y se inscribió en un curso intensivo de enfermería que finalizó el 20 de enero de 1940 y que la habilitaba para trabajar como enfermera en la Association des Dames Françaises, primero en el Hôpital Compliméntaire de Nîmes a principios de febrero, aunque Borrel fue enviada de vuelta 15 días más tarde debido a un decreto que prohibía a las enfermeras menores de 21 años trabajar en hospitales. El decreto fue revocado unos días más tarde y Borrel fue enviada al hospital de Beaucaire, donde trabajaba con el teniente Maurice Dufour, y cuando se cerró el hospital, ambos fueron enviados al hospital Compliméntaire. Hacia finales de julio se iba a cerrar ese hospital y, a petición de Dufour, se permitió a Borrel dimitir de esa institución cuasi militar, tras lo cual pasó inmediatamente a trabajar con Dufour para la Pat Line, una organización clandestina en la que Dufour estaba implicado.
A principios de agosto de 1941, Borrel y Dufour establecieron la Villa Rene-Therese en Canet-plage, en la costa mediterránea a las afueras de Perpiñán, cerca de la frontera española. Este se convirtió en el último refugio de la Pat Line (antes de la dura y peligrosa ruta de los Pirineos), una red de evasión establecida por Albert Guérisse (con el apoyo del MI9), que ayudó a los aviadores británicos derribados sobre Francia, agentes del SOE, judíos y otras personas a escapar de la Francia controlada por los alemanes. La villa resultó demasiado pequeña y a principios de octubre alquilaron la Villa Anita. Hacia finales de diciembre la red de evasión había sido comprometida por los alemanes. Borrel y Dufour buscaron otro alojamiento para evitar ser detenidos hasta que finalmente escaparon por los Pirineos a mediados de febrero hacia España y de allí a Portugal, donde volaron a Inglaterra (Dufour el 29 de marzo de 1942 y Borrel el 24 de abril de 1942).

## Llegada a Inglaterra

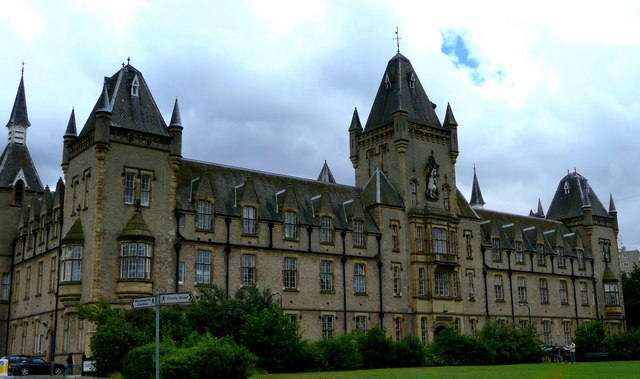
Edificio Patriótico Royal Victoria

Poco después de aterrizar en Inglaterra, como todos los llegados del continente, Borrel fue llevado a la Real Escuela Patriótica, el centro de autorización de seguridad del MI5. Su informe concluía:
La historia de la Srta. Borrel parece sencilla. La corrobora Dufour, quien, al llegar a Inglaterra, dio fe de ella. Es una campesina excelente, inteligente y parece una patriota entusiasta. Desde el punto de vista de la seguridad, no encuentro nada en contra de la Srta. Borrel y recomiendo su liberación a la FFF.
Borrel había querido unirse a las Fuerzas Francesas Libres, pero éstas no estaban entusiasmadas con los ciudadanos franceses que habían trabajado con los británicos (que estaban profundamente implicados en la red de evasión con la que Borrel había estado trabajando), y no estaban interesadas en Borrel, ya que se negó a divulgar información sobre todas sus actividades anteriores. Posteriormente, Borrel fue contactado por el Ejecutivo de Operaciones Especiales y se unió a él el 15 de mayo de 1942.

## Ejecutiva de Operaciones Especiales (1942-1944)

### Formación SOE
Borrel parecía el tipo de mujer que el SOE necesitaba como agente de campo. Su entrevistador del SOE comentó:
Desde que llegó a Londres, ha intentado unirse al Corps Féminin del movimiento de la Francia Libre, pero le han puesto como condición que les facilite toda la información relativa a la organización para la que trabajaba en Francia. Ella se niega a hacerlo y, al parecer, se niegan a contratarla a menos que lo haga. Creo que sería una excelente adición a nuestro propio Corps Féminin y no debería ser difícil conseguirla... Dijo que estaba perfectamente dispuesta a darnos la información que se niega a dar a los franceses libres.
Borrel se formó con el SOE para convertirse en agente de campo de su Sección F, mientras que oficialmente era alférez de la First Aid Nursing Yeomanry (Cuerpo de Enfermería de Primeros Auxilios (FANY).  Al finalizar con éxito su formación, fue ascendida a teniente. El informe del comandante contenía la siguiente valoración:
Es muy inteligente, aunque le falta algo de imaginación. Tiene poca capacidad de organización y hará su mejor trabajo bajo instrucciones definidas. Es muy fuerte y autosuficiente, sin nervios. Tiene mucho sentido común y es capaz de valerse por sí misma en cualquier circunstancia y es absolutamente fiable. Ha perdido su actitud de exceso de confianza, se ha beneficiado enormemente del curso y ha desarrollado un enfoque totalmente equilibrado de los problemas. Tiene una personalidad muy agradable y con el tiempo se convertirá en una agente de primera clase.
Los hombres con los que se entrenó la consideraban «informal por costumbre, de clase baja y desaliñada». Se decía de ella que era «accesible, juguetona, fácil de querer, fácil de compartir un cigarrillo y una risa, pero también inocente, ni endurecida ni herida por el áspero desgaste de la guerra». Uno de sus compañeros agentes contó que dijo que mataría a un alemán cuando estuviera dormido clavándole un lápiz en la oreja. El agente dijo que «tenía pocas dudas de que lo que decía iba en serio».

### Salto en paracaídas en Francia

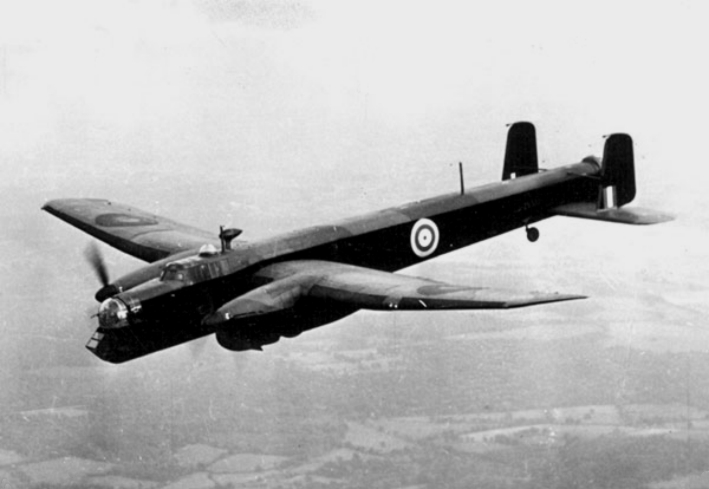
Armstrong Whitworth Whitley en vuelo c1940

La noche del 24 de septiembre de 1942 (la noche después de que se abortara su lanzamiento en paracaídas debido a que las señales en la zona de lanzamiento eran incorrectas), Borrel («Denise») y Lise de Baissac («Odile») abandonaron Inglaterra en un Whitley de la RAF y se convirtieron en las primeras mujeres agentes del SOE en saltar en paracaídas en la Francia ocupada por los alemanes a primera hora de la mañana del 25 de septiembre, como parte de la operación «Rayo Blanco» para establecer redes de resistencia en París y el norte de Francia (circuitos y subcircuitos). Volaron desde la RAF de Tempsford. Borrel cayó primero y ambos aterrizaron en un campo de la localidad de Saint-Laurent-Nouan, no lejos del río Loira, a unos 160 km al sureste de París, y fueron recogidos por miembros de un equipo de resistencia local. Años más tarde, de Baissac recordaba la experiencia:
El caso es que fuimos dos veces. El piloto no quiso dejarnos caer la primera vez porque las luces del campo de aterrizaje no eran del todo precisas, así que tuvimos que dar toda la vuelta, lo que fue muy duro. Estabas aplastado en ese pequeño lugar con un paracaídas en la espalda y las piernas recogidas y, por supuesto, también estaba el peligro. En Inglaterra nos dijeron que faltaba un hombre en el comité de recepción, así que no pudieron colocar las luces de señalización como debían. Volvimos de nuevo la noche siguiente. Nos sentamos en el suelo del avión [un bombardero Whitley], demasiado tenso para conversar, lo que en cualquier caso no era posible por el ruido. No recuerdo cuánto tiempo pasó hasta que el despachador abrió el hueco, lo que significaba que estábamos llegando. Nos acercamos sigilosamente, colocando las piernas en posición. Habíamos echado a suertes y la suerte dio a Andrée el primer salto. Fui inmediatamente detrás de ella. Había que saltar muy deprisa, una detrás de otra, porque el avión seguía su curso y podíamos caer muy lejos unas de otras.

### Circuito médico (Prosper)
Dada la familiaridad de Borrel con París, era natural que la enviaran allí a trabajar como mensajera para el nuevo circuito «Prosper» que iba a dirigir Francis Suttill (oficialmente llamado «Physician» pero extraoficialmente «Prosper» por el nombre en clave de Suttill). A principios de octubre de 1942, Suttill y Borrel se conocieron en un café de París que ella conocía. Con la información que les proporcionó Germaine Tambour, de la red Carte, Suttill y Borrell se embarcaron en una gira por el norte de Francia para empezar a crear y organizar grupos de resistencia a la ocupación alemana. Pronto tuvieron éxito y el 17 y 18 de noviembre Suttill, Borrel, Yvonne Rudellat y el operador de radio recién llegado, Gilbert Norman, recibieron cerca de Étrépagny un lanzamiento en paracaídas de contenedores con armas para la resistencia. Fue el primero de muchos en los meses siguientes.
En un principio, Suttill no deseaba que Borrel trabajara con él porque, «como hombre casado», «la proximidad forzosa podría resultarle agotadora». Sin embargo, el SOE insistió en que ella era la persona más adecuada para servirle de correo. Se convirtió en algo más que eso. El francés de Suttill no era perfecto y Borrel le acompañó a todas partes en su gira, haciéndose pasar por su hermana y hablando la mayor parte del tiempo. Los dos tenían tapaderas como vendedores de productos agrícolas. Consiguieron encontrar muchos reclutas para los grupos de resistencia y campos de cultivo adecuados para el aterrizaje clandestino de aviones y el lanzamiento de contenedores de armas. Borrel, Suttill y el operador de radio, Gilbert Norman, se convirtieron en un trío inseparable. Borrel y Norman se hicieron amantes. Eran una pareja de contrastes. Él era guapo, «de casta superior» y rico. Ella era «astuta y vulgar». Mientras trabajaba en Prosper, participó en una amplia gama de actividades, como la creación de circuitos en París y el norte de Francia, sabotaje, entrenamiento con armas y supervisión de entregas de armas. Suttill quedó impresionado con la actuación de Borrel. En una nota al SOE en marzo de 1943, Suttill escribió:
Todos los que han estado en contacto con ella en su trabajo coinciden conmigo en que es la mejor de todos nosotros. En ausencia de J..., ella actuó como mi teniente. Compartió todos los peligros. Participó en un comité de recepción de diciembre conmigo y con algunos otros. Tiene una perfecta comprensión de la seguridad y una calma imperturbable. Muchas gracias por habérmela enviado.
En contra de la opinión de Suttill, las frecuentes partidas de póquer de Borrel con otros agentes del SOE en un café de París violaban la doctrina del SOE según la cual, por razones de seguridad, las redes debían ser independientes entre sí, con el menor contacto posible entre redes e incluso entre miembros de la misma red.
Madam Guépin, esposa de George Darling (que dirigía un grupo de resistencia en el noroeste de Francia), dijo que Borrel «tenía la cabeza sobre los hombros y una voluntad de hierro», y era «totalmente leal y devota a Prosper [Suttill], como su jefe, y a Archambaud (Gilbert Norman)».

## Detención y ejecución

### Problemas de éxito
La red Prosper creció rápidamente y, en palabras de M.R.D. Foot, «su crecimiento hizo segura la catástrofe». Los ocupantes alemanes estaban prestando atención. En noviembre de 1942, un agente alemán robó una lista con los nombres de más de 200 simpatizantes del grupo de resistencia llamado red Carte. Prosper contrató a muchas de las mismas personas de la lista para crear sus redes de resistencia. Los alemanes no tomaron medidas inmediatas para reprimir a los resistentes, sino que esperaron su momento. El rápido crecimiento de Prosper y el gran número de personas asociadas a la red, incluidos casi 30 agentes del SOE enviados desde Gran Bretaña, dieron lugar a una falta de seguridad. Al menos 10 agentes del SOE utilizaron el apartamento de Geraldine Tambour como piso franco y punto de entrega de cartas, violando la doctrina del SOE de evitar el contacto cara a cara entre agentes. Un operador de radio, Jack Agazarian, afirmó haber transmitido mensajes para 24 agentes diferentes, violando de nuevo la doctrina del SOE. Los agentes del SOE frecuentaban en grupo restaurantes especializados en lujos del mercado negro. Además, un agente doble, Henri Déricourt, proporcionaba información a los alemanes sobre Prosper.

### Redada de la Gestapo

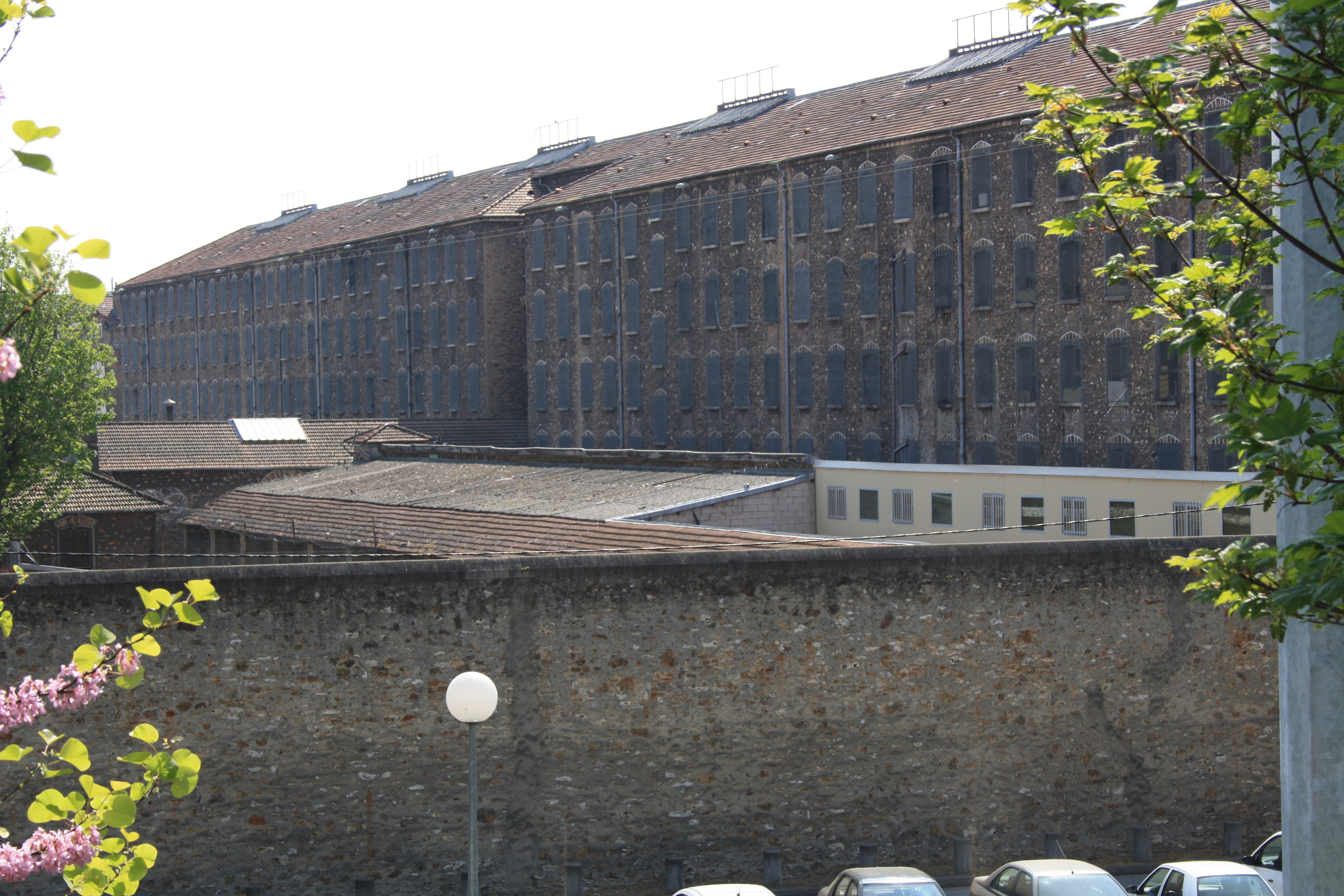
Prisión de Fresnes

La represión alemana de Prosper comenzó en abril de 1943. El 23 y 24 de junio de 1943, el Sicherheitsdienst, la agencia de inteligencia de las SS con sede en el 84 de la avenida Foch de París y dirigida por el mayor Josef Kieffer, atacó a los dirigentes de Prosper. Borrel, Norman y Suttill fueron arrestados. Cientos de personas, entre ellas ayudantes franceses y agentes del SOE, también fueron arrestadas en los meses siguientes. Borrel fue interrogada, pero según un autor mostró un desprecio intrépido por sus captores, manteniendo «un silencio tan desdeñoso que los alemanes no intentaron romperlo». Tras ser trasladada a la prisión de Fresnes, Borrel pasó de contrabando notas a su madre escritas en papel de fumar escondidas en ropa interior que enviaba a lavar a su hermana. La mayoría de los mensajes eran para tranquilizar a su madre y pedirle objetos como un cuaderno y horquillas para el pelo, y terminaban con muchos besos. La madre y la hermana de Borrel vivían en París.

### Trasladado a Alemania
El 13 de mayo de 1944, Borrel junto con otras tres mujeres agentes del SOE capturadas, Vera Leigh, Sonia Olschanezky y Diana Rowden, fueron trasladadas de Fresnes al 84 de la avenida Foch junto con otras cuatro mujeres cuyos nombres eran Yolande Beekman, Madeleine Damerment, Eliane Plewman y Odette Sansom, todas ellas agentes de la Sección F. Más tarde, ese mismo día, fueron llevadas a la estación de tren, y cada una de ellas esposada a un guardia al subir al tren. Sansom, en una entrevista después de la guerra, dijo:
Emprendíamos juntos este viaje con miedo, pero todos con la esperanza por encima de todo de permanecer juntos. Todos habíamos probado ya cómo podían ser las cosas, ninguno de nosotros esperaba gran cosa, todos sabíamos que podían condenarnos a muerte. Yo era el único oficialmente condenado a muerte. Los demás no. Pero siempre queda un rayo fugitivo de esperanza de que se produzca algún milagro.
Cuando las mujeres llegaron a Alemania las pusieron en celdas separadas en la prisión de Karlsruhe (Justizvollzugsanstalt Karlsruhe) - Sansom con una mujer que llevaba tres años en la cárcel porque su propia hija (miembro de la Hitlerjugend) la había denunciado por escuchar la BBC, y los Testigos de Jehová. Las agentes no recibían un trato diferente al de otras prisioneras - notablemente mejor que las de los campos de concentración - y les daban trabajos manuales que hacer, pelar patatas, coser, etc., que ayudaban a pasar el tiempo. De vez en cuando, a través de los barrotes altos, podían oír a los bombarderos aliados que se dirigían a objetivos en Alemania, por lo que, en general, las cosas pintaban bien para ellos, incluso si existía la posibilidad de morir en un ataque aéreo. La guerra se acercaba inequívocamente a su fin y podían esperar razonablemente ser liberados por los Aliados en poco tiempo.

### Ejecución en Natzweiler-Struthof

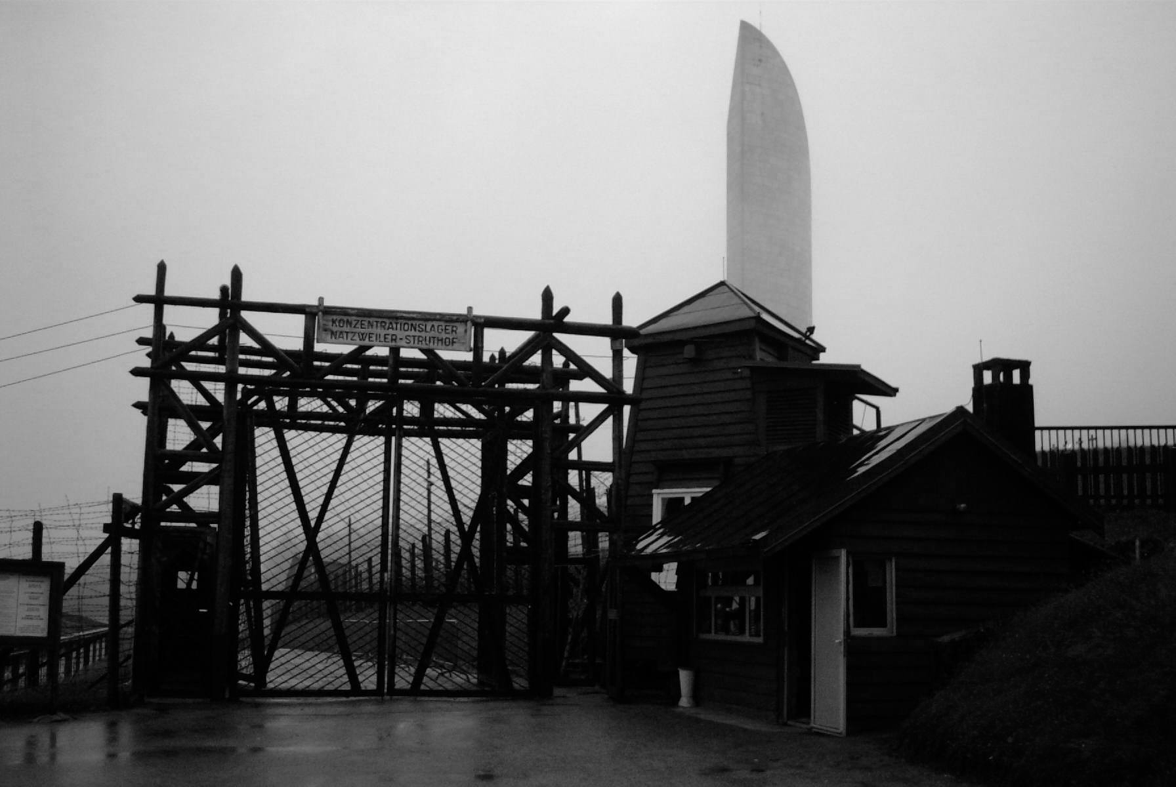
Entrada del campamento Natzweiler-Struthof.

Entre las cinco y las seis de la mañana del 6 de julio de 1944, apenas dos meses después de su llegada a la prisión de Karlsruhe, Borrel, Leigh, Olschanezky y Rowden fueron llevadas a la sala de recepción, se les entregaron sus pertenencias personales y dos hombres de la Gestapo las escoltaron 100 kilómetros al sudoeste en un camión cerrado hasta el campo de concentración de Natzweiler-Struthof, en Francia, donde llegaron sobre las tres y media de la tarde. Al parecer, la llegada de las mujeres fue inesperada, al igual que la orden de uno de los escoltas de que las cuatro mujeres fueran ejecutadas inmediatamente. Como las mujeres eran una rareza en el campo, su presencia atrajo inmediatamente la atención tanto de los guardias alemanes como de los prisioneros. Los hombres de las SS condujeron a las cuatro mujeres por el centro del campo hasta el bloque de celdas del fondo. Allí las retuvieron hasta la noche. «Por su aspecto, se veía que no venían de un campo», dijo un prisionero francés. «Parecían jóvenes, estaban bastante bien arreglados, sus ropas no eran basura, llevaban el pelo cepillado y cada uno tenía un maletín en la (sic) mano».

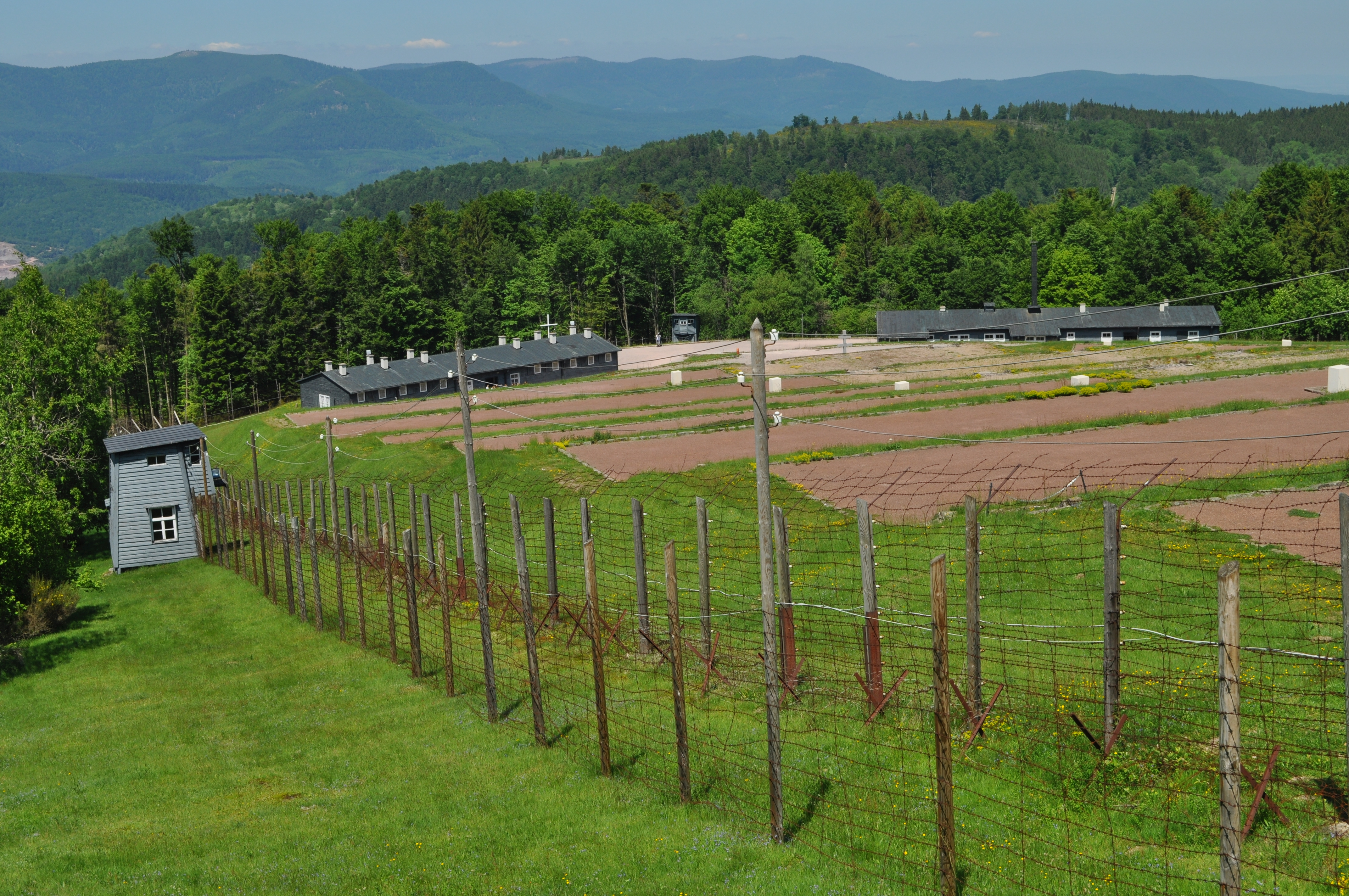
Vista del antiguo campo de Concentración de Natzweiler-Struthof en 2010. El bloque de celdas es el edificio de la izquierda y el crematorio es el edificio de la derecha.

Al principio, las cuatro mujeres estaban juntas, pero más tarde fueron recluidas en celdas individuales. A través de las ventanas, que daban a las de la enfermería, consiguieron comunicarse con varios presos, entre ellos un preso belga, el Dr. Georges Boogaerts, que le pasó cigarrillos a través de la ventana a una de las mujeres (a la que más tarde identificó como Borrel por una fotografía). Borrel le arrojó una bolsita de tabaco que contenía algo de dinero.
Albert Guérisse, médico del ejército belga que había dirigido la línea de fuga de Pat O'Leary en Marsella, reconoció a Borrel como una de sus antiguas ayudantes. Intercambió unas palabras con otra de las mujeres, que dijo ser inglesa (Leigh o Rowden) antes de desaparecer en el edificio del bloque de celdas. En el juicio de posguerra de los hombres acusados de la ejecución de las cuatro mujeres, Guérisse declaró que se encontraba en la enfermería y que había visto cómo los guardias de las SS escoltaban a las mujeres, una a una, desde el bloque de celdas (Zellenbau) hasta el crematorio situado a pocos metros: «Vi a las cuatro mujeres ir al crematorio, una tras otra. Iba una y dos o tres minutos después iba otra".

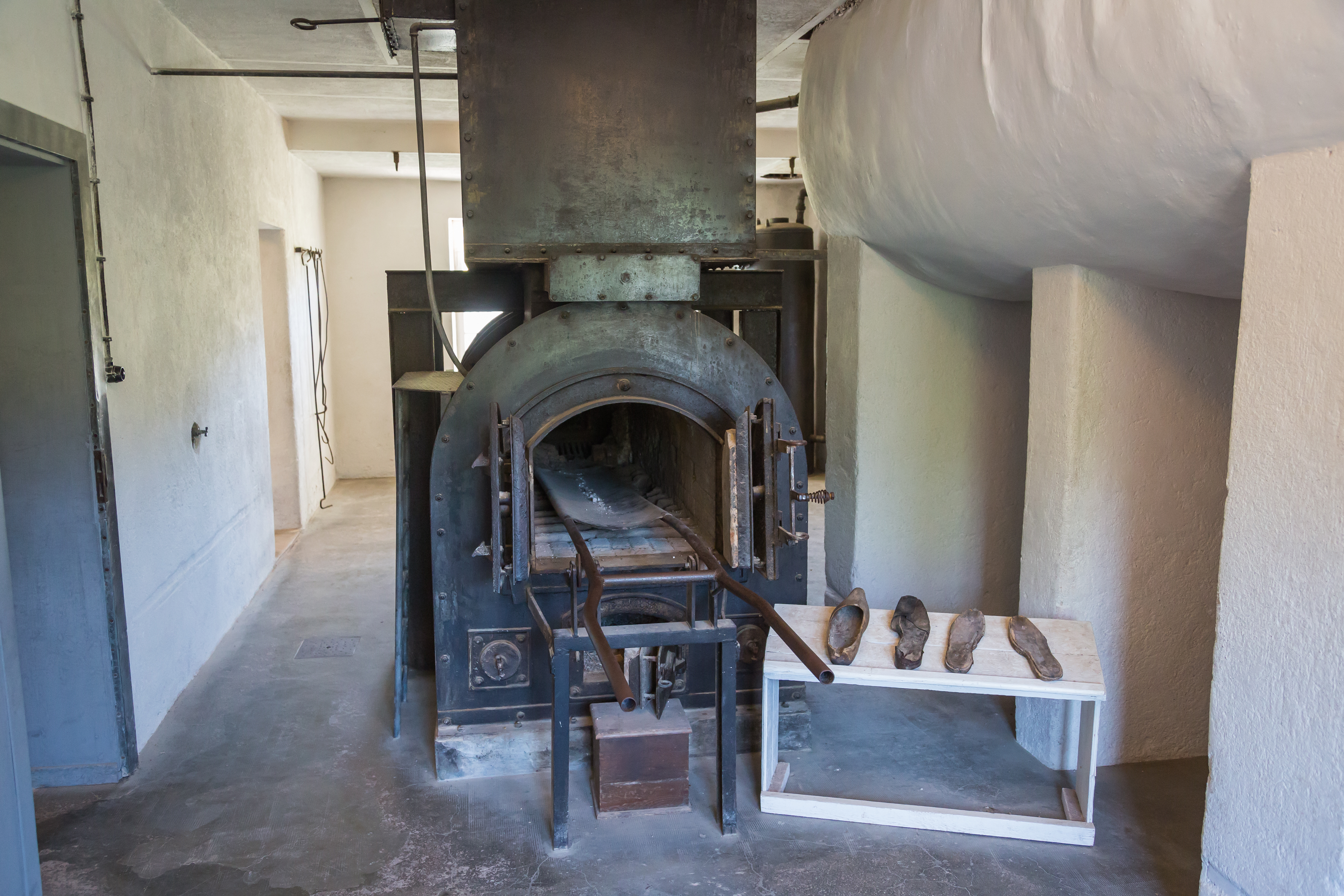
El crematorio de Natzweiler-Struthof

En el interior del edificio que albergaba el crematorio, se ordenó a cada mujer por turno que se desnudara para una revisión médica y un médico le puso una inyección para lo que le dijo a una de ellas que era una vacuna contra el tifus, pero que en realidad era una dosis de 10 cc de fenol, que el médico creía letal. Cuando la mujer quedó inconsciente tras la inyección, la introdujeron en el horno crematorio. Guérrise dijo: «A la mañana siguiente, el prisionero alemán encargado del crematorio me explicó que cada vez que se abría la puerta del horno, salían llamas por la chimenea y eso significaba que habían metido un cuerpo en el horno. Vi las llamas cuatro veces».
El prisionero al que se refería Guérisse era Franz Berg, que ayudaba en el crematorio y había avivado el fuego esa noche antes de ser enviado de vuelta a la habitación que compartía con otros dos prisioneros antes de las ejecuciones. La puerta estaba cerrada con llave desde el exterior durante las ejecuciones, pero era posible ver el pasillo desde una pequeña ventana situada encima de la puerta, por lo que el prisionero de la litera más alta podía ir comentando lo que veía. Berg dijo:
Oímos voces bajas en la habitación contigua y luego el ruido de un cuerpo que era arrastrado por el suelo, y él me susurró que podía ver a gente arrastrando algo por el suelo que estaba por debajo de su ángulo de visión a través de la luz del ventilador.
Al mismo tiempo que traían este cuerpo, oímos el ruido de una fuerte respiración y gemidos bajos combinados.
...y volvimos a oír los mismos ruidos y gemidos regulares mientras arrastraban a las [dos siguientes] mujeres insensibles.
La cuarta, sin embargo, se resistió en el pasillo. La oí decir «Pourquoi?» y oí una voz [...] que reconocí como la del médico que iba de paisano decir «Pour typhus». Entonces oímos el ruido de un forcejeo y los gritos ahogados de la mujer. Supuse que alguien le tapaba la boca con la mano. También oí cómo arrastraban a la mujer. Gemía más fuerte que los demás.
Por el ruido de las puertas del horno crematorio que oí, puedo afirmar con seguridad que en cada caso las mujeres que gemían fueron introducidas inmediatamente en el horno crematorio.

Cuando [los funcionarios] se fueron, fuimos al horno crematorio, abrimos la puerta y vimos que había cuatro cuerpos ennegrecidos dentro. A la mañana siguiente, en el ejercicio de mis funciones, tuve que retirar las cenizas del horno crematorio. Encontré un liguero rosa de mujer en el suelo, cerca del horno.

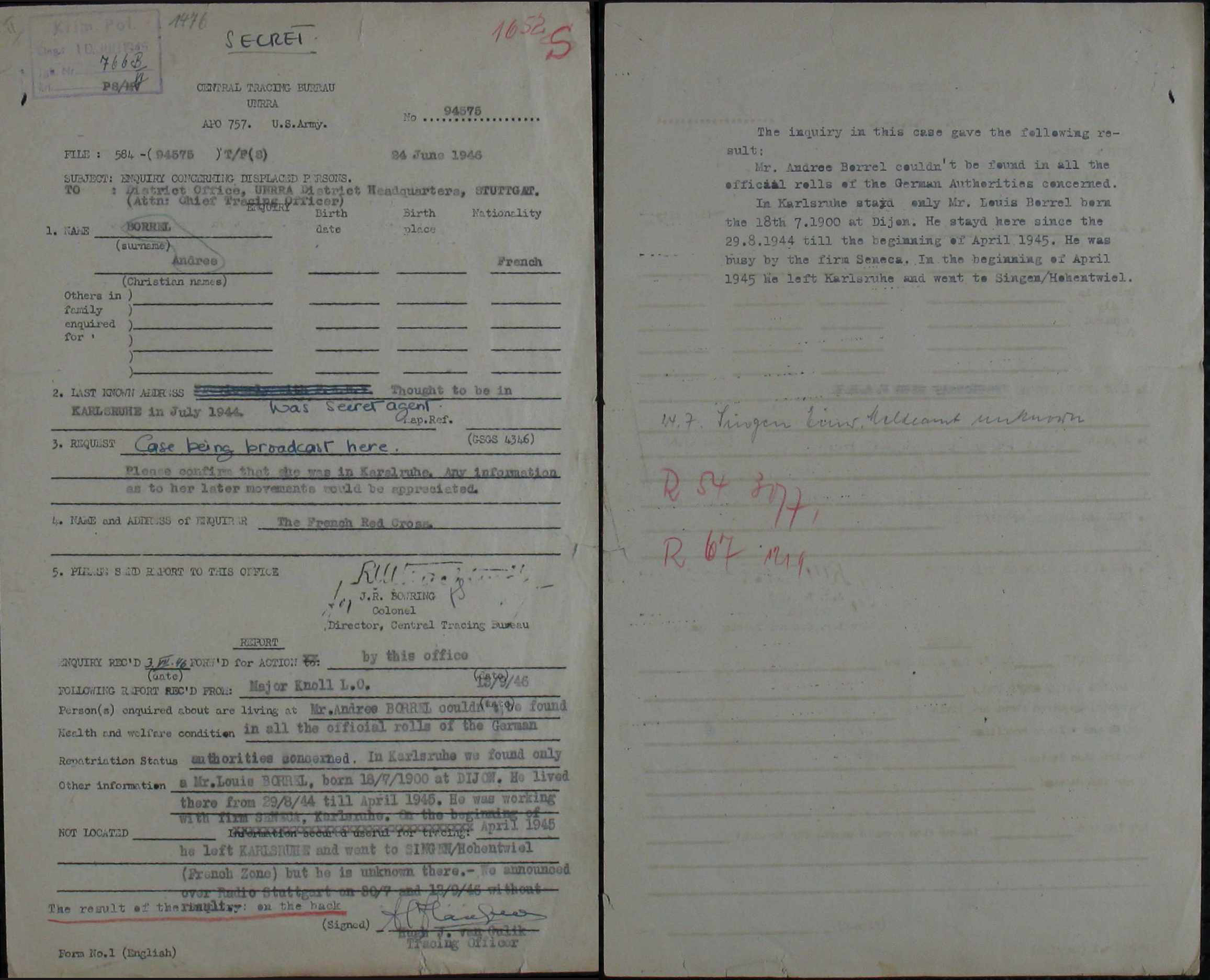
Informe de posguerra sobre los esfuerzos para localizar a Andrée Borrel. Fue identificada como agente secreta de la S. O. E., por lo que el informe fue etiquetado como "SECRETO" (parte superior de la página).

Más de un testigo habló de un forcejeo cuando la cuarta mujer fue introducida en el horno. Según un prisionero polaco llamado Walter Schultz, el ordenanza médico de las SS Emil Brüttel le contó lo siguiente: «Cuando la última mujer estaba a mitad de camino en el horno (la habían metido con los pies por delante), volvió en sí y forcejeó. Como había suficientes hombres allí, pudieron empujarla al horno, pero no antes de que se resistiera y arañara la cara de [Peter] Straub». Al día siguiente, Schultz observó que la cara del verdugo del campo (Straub) había sido gravemente arañada. El médico del campo, Werner Rohde, fue ejecutado después de la guerra. Franz Berg fue condenado a cinco años de prisión pero recibió la pena de muerte en otro juicio por un delito diferente y fue ahorcado el mismo día que Rohde. El comandante del campo, Fritz Hartjenstein, fue condenado a cadena perpetua, mientras que Straub fue sentenciado a 13 años de prisión.

## Premios y distinciones
Tras la detención de Borrel por la Gestapo, el SOE elaboró una citación para un premio que decía lo siguiente:

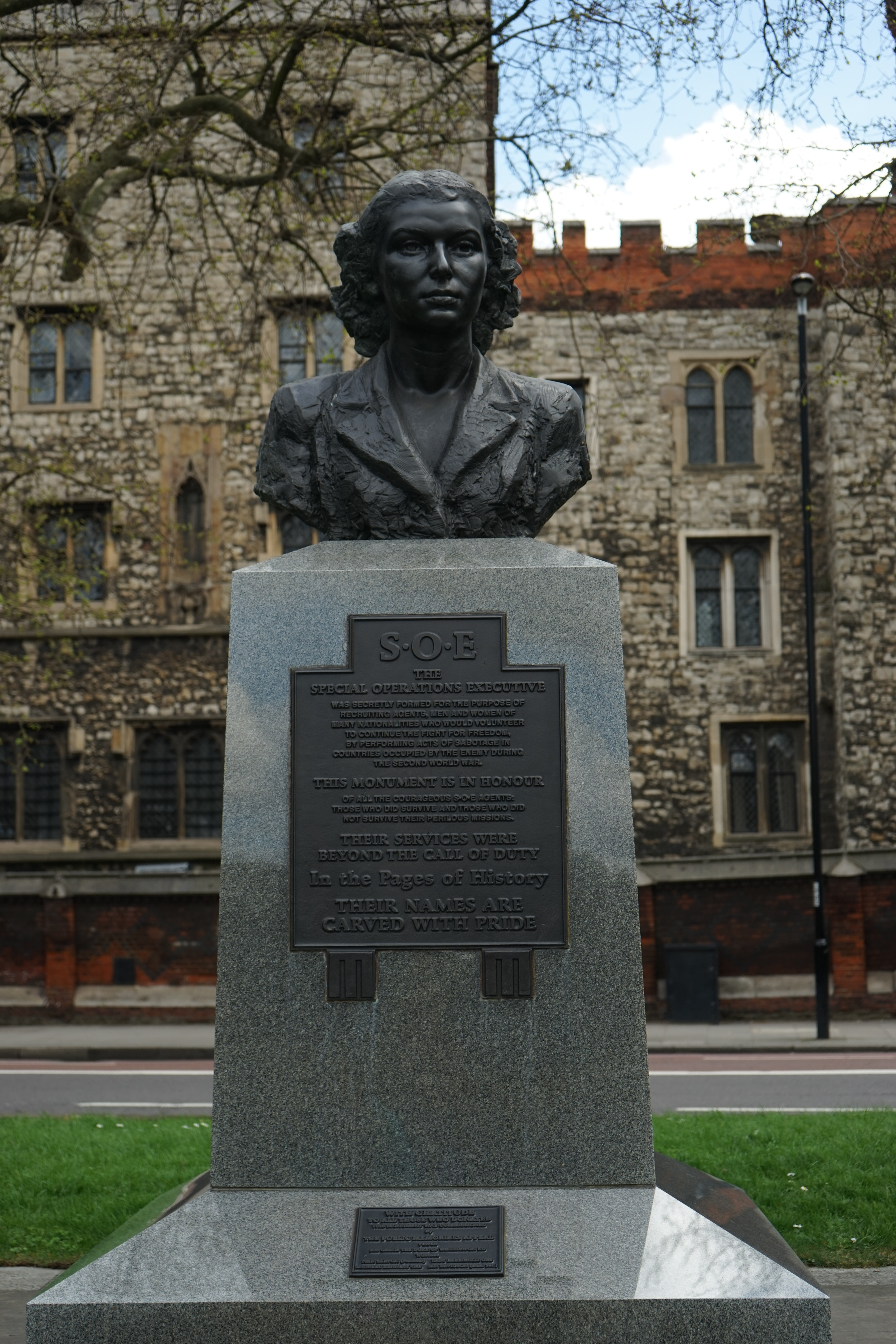
Memorial de Agentes de SOE

Esta oficial fue lanzada en paracaídas en Francia en noviembre de 1942 como ayudante de un organizador en la zona de París. Demostró ser una teniente capaz y abnegada, y fue nombrada segunda al mando de la organización. Gracias a su buen juicio, siempre fue elegida para las tareas más delicadas y peligrosas, como el reclutamiento y la organización de reuniones, y actuó como «sustituta» de su oficial al mando.
 A la teniente Borrel también se le encomendó la tarea de organizar operaciones de lanzamiento de paracaidistas y participó en varios golpes de efecto, especialmente en una operación contra la central eléctrica de Chevilly en marzo de 1943. Se distinguió por su sangre fría y su eficacia, y siempre se ofreció voluntaria para las tareas más peligrosas. Su oficial al mando rindió homenaje a sus grandes cualidades, describiéndola como «una teniente perfecta, una excelente organizadora que comparte todos los peligros».

 La teniente Borrel fue detenida por la Gestapo en julio de 1943. Por su gran valentía y entrega al deber durante nueve meses de trabajo activo en la clandestinidad en Francia, se recomienda su nombramiento como Miembro de la Orden del Imperio Británico (división civil).

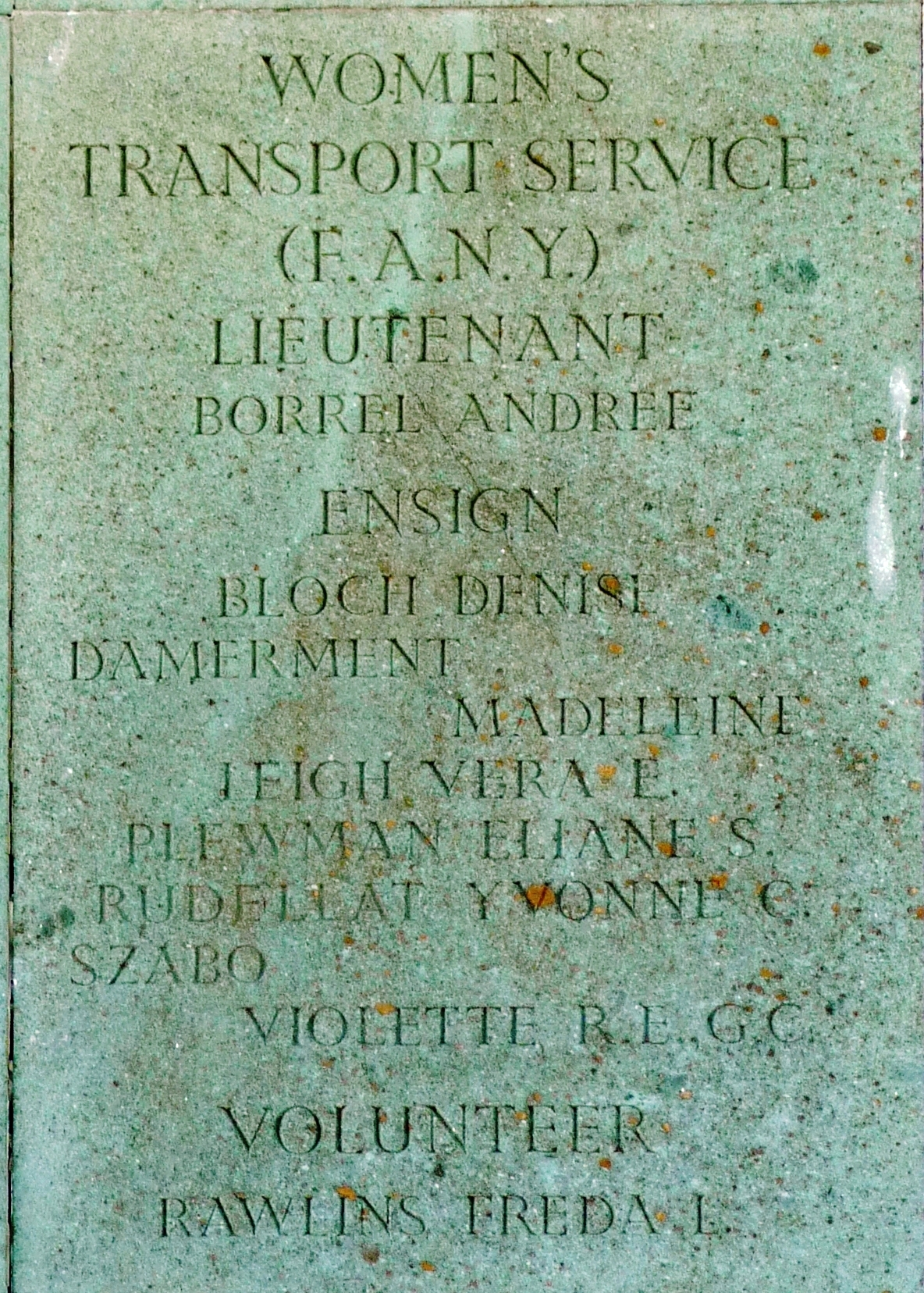
Monumento a FANY (SOE), Cementerio Militar de Brookwood, 5 de julio de 2017

A título póstumo, Francia concedió a Borrel la Croix de Guerre y la Médaille de la Résistance en reconocimiento a su defensa de Francia, mientras que Gran Bretaña le concedió la King's Commendation for Brave Conduct (KCBC). El campo de concentración donde murió es ahora un lugar histórico del gobierno francés, donde una placa dedicada a Borrel y a las tres mujeres que murieron con ella forma parte del Monumento a la Deportación del lugar. Como una de las agentes del SOE que murieron por la liberación de su país, la teniente Borrel figura en la «Lista de Honor» del Memorial del SOE de Valençay, en la ciudad de Valençay, en el departamento francés de Indre. También figura en el monumento conmemorativo de Tempsford, en la localidad de Tempsford, en el condado de Bedfordshire, al este de Inglaterra. Un monumento conmemorativo posterior, el SOE Agents Memorial de Lambeth Palace Road (Westminster, Londres), está dedicado a todos los agentes del SOE. Borrel también está conmemorado en la columna 3 del panel 26 del Brookwood Memorial como uno de los 3.500 «a los que la guerra negó una tumba conocida y honrada».
En 1985, el agente del SOE y pintor Brian Stonehouse, que vio a Borrel y a las otras tres mujeres agentes del SOE en el campo de concentración de Natzweiler-Struthof justo antes de su muerte, pintó una conmovedora acuarela de las cuatro mujeres que ahora cuelga en el Special Forces Club de Londres.
Se erige un monumento en memoria de Andrée Borrel y Marie-Lise de Baissac en la ciudad de Saint-Laurent-Nouan (Loir-et-Cher) en un lugar llamado Bois-Renard, el lugar de su paracaidismo en la noche del 24 al 25 de septiembre de 1942. Se inauguró el 25 de septiembre de 2022. Coordenadas GPS: 47.664599,1.600769.

## Obras culturales relacionadas

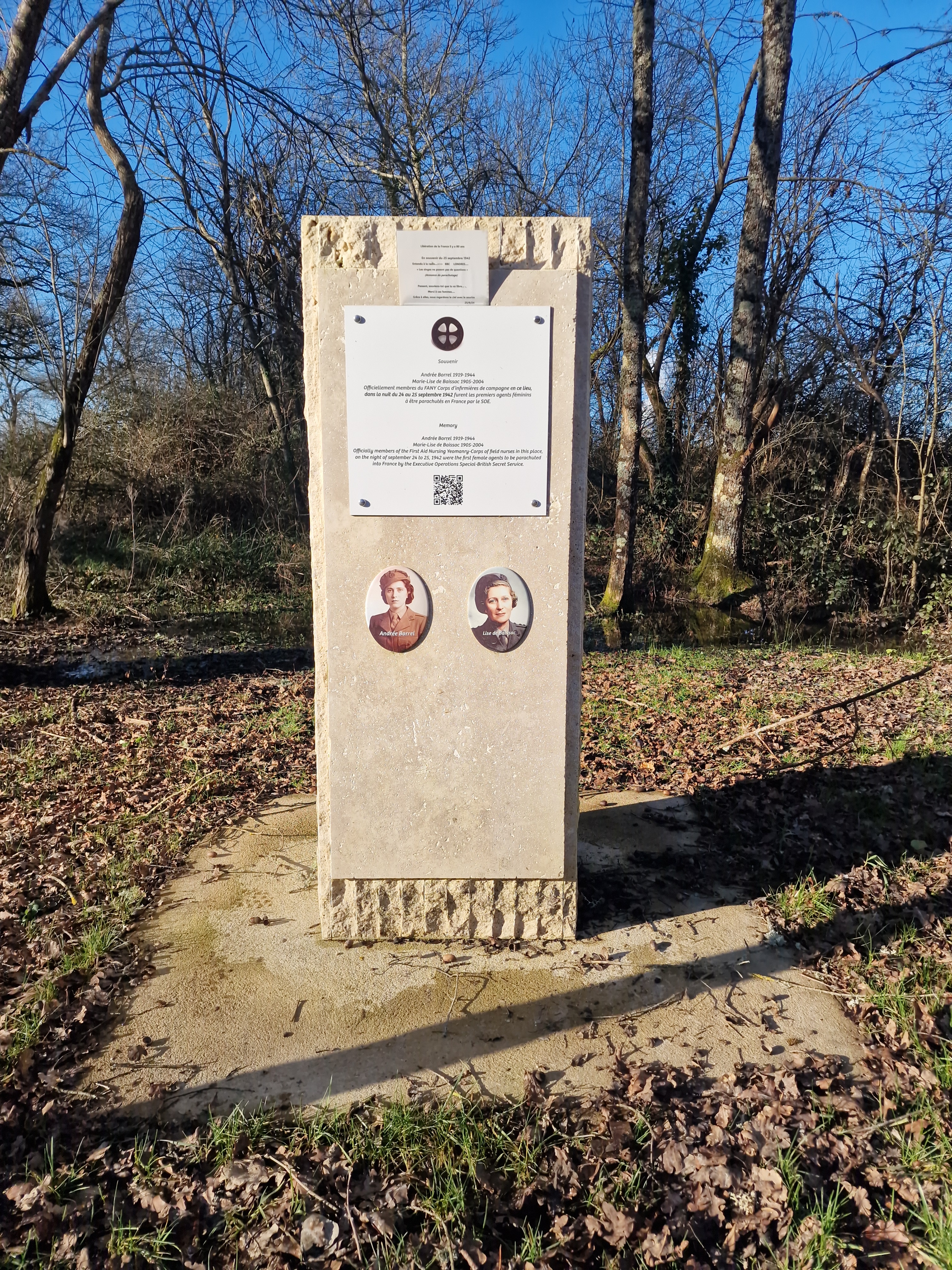
Monumento erigido en memoria de Andrée Borrel y Marie-Lise de Baissac en la ciudad de Saint-Laurent-Nouan (Loir-et-Cher) en un lugar llamado Bois-Renard, lugar de su caída en paracaídas la noche del 24 al 25 de septiembre de 1942. Inaugurado el 25 de septiembre de 2022. Coordenadas GPS: 47.664599,1.600769.

- Monumento erigido en memoria de Andrée Borrel y Marie-Lise de Baissac en la ciudad de Saint-Laurent-Nouan (Loir-et-Cher) en un lugar llamado Bois-Renard, lugar de su caída en paracaídas la noche del 24 al 25 de septiembre de 1942. Inaugurado el 25 de septiembre de 2022. Coordenadas GPS: 47.664599,1.600769.Carve Her Name with Pride (1958)

Película basada en el libro de R.J. Minney sobre Violette Szabo,lo protagonizan Paul Scofield y Virginia McKenna.
- Churchill's Spy School (2010)[67]

Documental sobre la "escuela de acabado" de SOE en la finca Beaulieu en Hampshire.
- Les Femmes de l'Ombre (conocida como Female Agents) (2008)

Película francesa sobre cinco agentes femeninas de las SOE y su contribución a las invasiones del Día D.
- Nancy Wake Codename: The White Mouse (1987)

Docudrama sobre el trabajo de Nancy Wake para SOE, narrado en parte por Wake (Wake estaba decepcionado de que la película cambiara de una historia de resistencia de 8 horas a una historia de amor de 4 horas).
- Now It Can Be Told (conocida como School for Danger) (1946)

El rodaje comenzó en 1944 y está protagonizado por los agentes del ALMA de la vida real, el Capitán Harry Rée y Jacqueline Dane, con nombres en código "Felix" y "Cat", respectivamente. La película cuenta la historia del entrenamiento de agentes para SOE y sus operaciones en Francia. Las secuencias de entrenamiento se filmaron con el MISMO equipo en las escuelas de entrenamiento de Straight y Garramor (Sur de Morar) y en Ringway.
- Odette (1950)

Película basada en el libro de Jerrard Tickell sobre Odette Sansom, protagonizada por Anna Neagle y Trevor Howard. La película incluye una entrevista con Maurice Buckmaster, jefe de la Sección F de SOE.
- Robert and the Shadows (2004)

Documental francés sobre France Télévisions. ¿Dijo el general De Gaulle toda la verdad sobre la resistencia francesa? Este es el propósito de este documental. Jean Marie Barrere, el director francés, usa la historia de su propio abuelo (Robert) para contarles a los franceses lo que hizo SOE en ese momento. Robert era un profesor de francés radicado en el suroeste de Francia, que trabajaba con el agente de la SOE George Reginald Starr (nombre en código "Hilaire", a cargo del circuito" Carretero").
- Wish Me Luck (1987)

Serie de televisión que se emitió entre 1987 y 1990 presentando las hazañas de las mujeres y, con menor frecuencia, de los hombres de SOE, que pasó a llamarse 'Outfit'.